# 盛桥镇
盛桥镇，是中华人民共和国安徽省合肥市庐江县下辖的一个乡镇级行政单位。

## 行政区划
盛桥镇下辖以下地区：
沈家桥社区、盛桥村、神墩村、七里村、苍头村、金城村、陡岗村、东岳村、许桥村、牌楼村和板桥村。